# Dragon Storm
Dragon Storm è un film per la televisione del 2004 diretto da Stephen Furst.
È un film fantastico a sfondo fantascientifico statunitense e tedesco con Maxwell Caulfield, Angel Boris Reed e Woon Young. È incentrato sulle vicende di una popolazione medievale dei Carpazi che deve affrontare le minacce di alcuni draghi alieni arrivati sulla Terra dopo una pioggia di meteoriti.

## Trama
XII secolo, area dei Carpazi. Meteoriti che cadono dal cielo, nel corso di una pioggia di meteore, possono fungere da mezzo di trasporto per dei draghi che viaggiano al loro interno. I dragoni portano dunque lo scompiglio nella campagna medievale circostante; un messaggero quindi arriva per mettere in guardia Re Fastrad (John Rhys-Davies), il quale però, non gli crede fino a quando, un giorno, Re Fastrad è afflitto, proprio dalla visione, in lontananza, dei draghi che sputando fuoco si preparano ad attaccare la sua città; i draghi infatti fanno la loro comparsa sulla capitale del regno per distruggere il suo feudo. Dopo che il suo castello viene distrutto, Re Fastrad va dal suo nemico Re Wednesbury (Giovanni Hansson).
Assieme a Re Fastrad, partono anche i suoi aiutanti migliori, per dirigersi verso il feudo di Re Wednesbury per avvertirlo delle minacce e per avvertirlo di trovare la protezione che Re Fastrad, in base ad un contratto, merita, tutto questo, apparentemente, solo per cercare aiuto, ma anche con il piano di rovesciare Re Wednesbury. Lungo la strada Fastrad ed i suoi uomini s'incontrano con Silas (Maxwell Caulfield), un cacciatore, che accetta, dopo aver sentito il prezzo della proposta d'ingaggio, di scortare e proteggere il distaccamento dai normali pericoli delle campagne. Raggiungono quindi Re Wednesbury e qui, Re Fastrad, al fine di tirarsi fuori dal debito, accusa falsamente Silas di essere solo un semplice e banale bracconiere. A questo punto i due monarchi rivali, Re Fastrad e Re Wednesbury devono unire le forze per affrontare la minaccia; alla corte di Re Wednesbury si forma dunque una schiera di coraggiosi che va poi a caccia di un drago: a Silas, che è rimasto, s'aggiunge, infatti lo scolastico mistico Ling (Woon Young Park), che, in cerca di un tale Remmegar, (Richard Wharton) vuole vendetta; e la figlia di Re Wednesbury, la Principessa Medina (Angel Boris). Si scopre che una delle meteore si è danneggiata impattando al suolo, uccidendo il proprio drago passeggero. Ling, studia così, il mostro morto e l'élite decide di ripartire per cacciare i draghi rimanenti utilizzando una balista. Mentre si allontanano, Re Fastrad riflette tra sé, tramando contro Re Wednesbury, e ricatta poi l'aiutante del Re nemico, minacciando d'uccidere Silas. Anche se il film è accompagnato da intrighi di corte, i draghi, saranno però finalmente sconfitti.

## Produzione
Il film, diretto da Stephen Furst su una sceneggiatura di Patrick Phillips e Sam Wells, fu prodotto da Jeffery Beach, John Cappilla e Kalojan Smallberries per la Dragonfire Productions e la Equity Pictures Medienfonds e girato a Sofia in Bulgaria con un budget stimato in un milione dollari. Il titolo di lavorazione fu Dragon Quest.

## Distribuzione
Il film fu trasmesso negli Stati Uniti il 24 gennaio 2004 sulla rete televisiva Sci-Fi Channel. È stato poi distribuito in Germania in DVD con il titolo Dragon Storm - Die Drachenjäger.
Alcune delle uscite internazionali sono state:
- in Ungheria il 15 giugno 2004 (in DVD)
- in Spagna il 6 ottobre 2004 (El ataque de los dragones)
- in Grecia (I epithesi ton drakon)
- in Serbia (Oluja zmajeva)
- in Ungheria (Sárkányok birodalma)

## Critica
Secondo Fantafilm il film "cerca di suscitare l'interesse o - almeno - la curiosità del pubblico proponendo una bizzarra miscela di fantasy e fantascienza. I risultati sono alquanto modesti" causa una debolezza di fondo della sceneggiatura e le interpretazioni di alcuni attori caratteristi. Il lavoro della computer grafica risulterebbe comunque "soddisfacente".